# Reykjanesbær
Pour les articles homonymes, voir Reykjanes.
Reykjanesbær est une municipalité d'Islande et la cinquième agglomération du pays située sur la Reykjanesskagi. Sur son territoire se situe l'aéroport international de Keflavík desservant Reykjavik.

## Jumelages
La municipalité de Reykjanesbær est jumelée avec :
- Brighton (Royaume-Uni)
- Hjørring (Danemark)
- Kerava (Finlande)
- Kristiansand (Norvège)
- Trollhättan (Suède)
- Orlando (États-Unis)
- Miðvágur (Îles Féroé)

## Toponymie
Le nom de la ville Reykjanesbær veut sans doute dire :" la ville des fumées".